# Breath (Breaking Benjamin)
Breath è un singolo del gruppo musicale statunitense Breaking Benjamin, pubblicato il 9 gennaio 2007 ed estratto come secondo singolo del loro terzo album in studio Phobia, dopo The Diary of Jane.
La canzone è stata scritta da Benjamin Burnley e Mark Klepaski.
Chuck Taylor di Billboard ha recensito positivamente la canzone.